# Sahih al-Bukhari

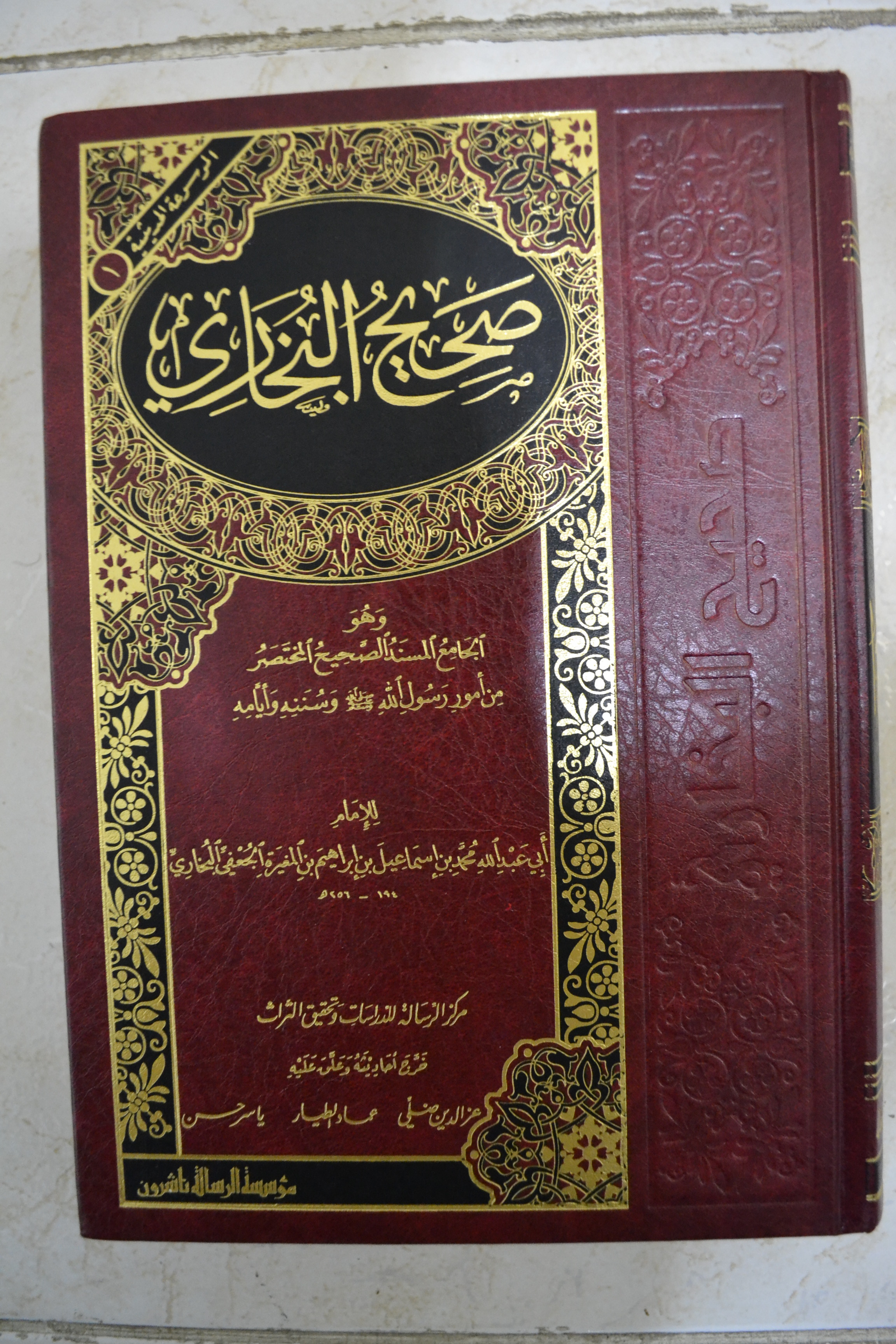
Omslaget till Sahih al-Bukhari.

Sahih al-Bukhari (arabiska: صحيح البخاري) är en hadithsamling i Kutab al-Sitta tillhörande sunniislam och är kompilerad av den persiske lärde Muhammad al-Bukhari. Den blev färdig ungefär år 846 e.Kr. / 232 AH. Sunnimuslimer anser att samlingen är en av de mest trovärdiga hadithsamlingarna tillsammans med Sahih Muslim. Det arabiska ordet sahih betyder autentisk eller korrekt.